# Luftfartsproblemerne efter Eyjafjallajökulls vulkanudbrud 2010
Eyjafjallajökulls vulkanudbrud 14. april 2010 førte til store problemer i luftfarten over store dele af Europa. Da luftrummet over en lang række europæiske lande blev lukket og tusindvis af flyafgange blev aflyst, strandede millioner af passagerer verden over. Dette var den største afbrydelse af lufttrafikken siden 2. verdenskrig.
Udbruddet fandt sted under en gletsjer. Det kolde vand fra gletsjeren fik lavaen til at nedkøles og stivne hurtigt, og videre fragmenteres til glas. Dette kombineret med den enorme kraft udbruddet havde, førte til at store mængder vulkansk aske, blev sendt ud i øvre lag i atmosfæren. Denne type aske er meget farlig for fly, da den kan sandblæse forruden, og sætte sig i motorerne, hvilket i værste fald kan medføre motorstop.
Fra den 23. maj 2010 er der foreløbig ikke registreret vulkansk aktivitet i krateret og det var en god nyhed for den europæiske lufttrafik, der siden den 14. april ofte måtte aflyse flyvningerne, eller havde store forsinkelser på grund af askeskyerne fra udbruddet.

## Teknisk forklaring af problemet
Der er for nuværende ingen klarhed over hvor meget aske der skal til, før en motor beskadiges eller vil fejle katastrofalt. Radarer kan ikke registrere askeskyer, og der er derfor risiko for at fly vil passere gennem partikeltætte skyer. Aske som føres igennem en motor vil smelte pga. turbinerotoren's forbrændingsprincip, som opererer under temperaturer på op til 2.500 ° C (4.400 ° F), og smeltet aske vil derefter have en indvirkning på rotorbladene. Rotorens vinger er konstrueret med huller, så køleluften tillades at passere gennem dem. Dette er nødvendigt, da bladene normalt opererer over deres smeltepunkt. Fordi varmen transporteres væk fra vingen af køleluft, sætter det bladet i stand til at fungere under disse ekstreme vilkår. Når kølehullerne bliver blokeret af smeltet aske, vil bladene hurtigt varme op og fejle, og fejlende blade vil føre til motorfejl. 
På luftfartssitet flightglobal.com citeres Canfield Universitets professor i gasturbineteknik Riti Singh: "Partikler, behøver ikke at være store, men hvis der er tilstrækkelig af dem, kan det medføre at smeltet aske vil forårsage fejl" som i øvrigt beskrevet ovenfor.

## Myndighedernes håndtering
US Geological Survey's (USGS) "Volcanic Hazards Programme" har undersøgt de potentielle konsekvenser af askepåvirkningen for fly. I 2002 USGS skrev de, at "en askesky i sidste ende vil forsvinde i atmosfæren, og askekoncentrationerne dermed vil falde. Dog er grænsekoncentrationen, hvor aske udgør en skaderisiko for fly ikke kendt, og sandsynligvis kan man ikke karakterisere risikomomentet fuldstændigt for alle situtationer der involverer fly. Man går ud fra at aske, der kan identificeres på satellitbilleder fortsat udgør en fare for fly. Der har derfor været enighed i luftfartssektoren om, at hvis en askesky kan konstateres, bør den undgås.
Men på basis af branchemæssige kontrolflyvninger i de Europæiske lande, har man nu kunnet fastlægge procedurer, der kan opretholde flyvesikkerheden i et zoneopdelt Europæisk luftrum.
Det Europæiske luftrum er derfor i dag opdelt i tre proceduremæssigt forskellige zoner: Ingen aske, lidt aske og meget aske. Zonerne er etableret indenfor det fælles europæiske luftfartsikkerhedsamarbejde af Volcanic Ash Advisory Centre (VAAC) og administreres af EUROCONTROL.
De Europæiske Luftfartsmyndigheder har derfor nu udarbejdet særlige procedurer, hvorefter flyvesikkerheden i luftrum med mindre askemængder kan opretholdes.

## Påvirkede lande[2]

### Luftrummet lukket helt
- Østrig
- Belgien
- Tjekkiet
- Danmark
- Estland
- Finland
- Tyskland
- Ungarn
- Irland
- Letland
- Luxembourg
- Holland
- Polen
- Rumænien
- Slovakiet
- Slovenien
- Schweiz
- Storbritannien

### Delvist lukket luftrum
- Italien
- Norge
- Færøerne
- Bulgarien
- Polen
- Sverige
- Frankrig (sydlige lufthavne er genåbnet)